# Nonahydridorhenistan draselný
Nonahydridorhenistan draselný je anorganická sloučenina se vzorcem K2[ReH9], komplex dobře rozpustný ve vodě, ale téměř nerozpustný v alkoholech. Nonahydridorhenistanový anion ([ReH9]2− obsažený v této molekule je jedním z mála známých komplexů obsahujících pouze hydridové ligandy.

## Historie
Výzkum hydridů rhenia začal v 50. letech 20. století v pracích zmiňujících „rhenidový“ anion, s předpokládaným vzorcem Re−. Tyto výsledky vedly k dalšímu výzkumu, který vedl A. P. Ginsberg a týkal se produktů redukce rhenistanů.
Označení rhenidový anion bylo přisouzeno iontům v produktech redukce rhenistanů, například rhenistanu draselného (KReO4) kovovým draslíkem.
„Rhenid“ draselný se měl vyskytovat jako tetrahydrát, s předpokládaným vzorcem KRe·4H2O. Ve vodných roztocích pomalu uvolňuje vodík a jedná se o silné redukční činidlo. Popsána byla i odpovídající lithná a thallná sůl.
Pozdějšími analýzami bylo zjištěno, že domnělý „rhenidový“ ion je iontem hydridorhenistanovým. Sloučenina původně označovaná jako „rhenid draselný“ byla identifikována jako nonahydridorhenistan,K2[ReH9], kde je skutečné oxidační číslo rhenia +7.
Redukcemi rhenistanů jinými způsoby vznikají odlišné sloučeniny, například soli ReH3(OH)3(H2O)−.

## Struktura

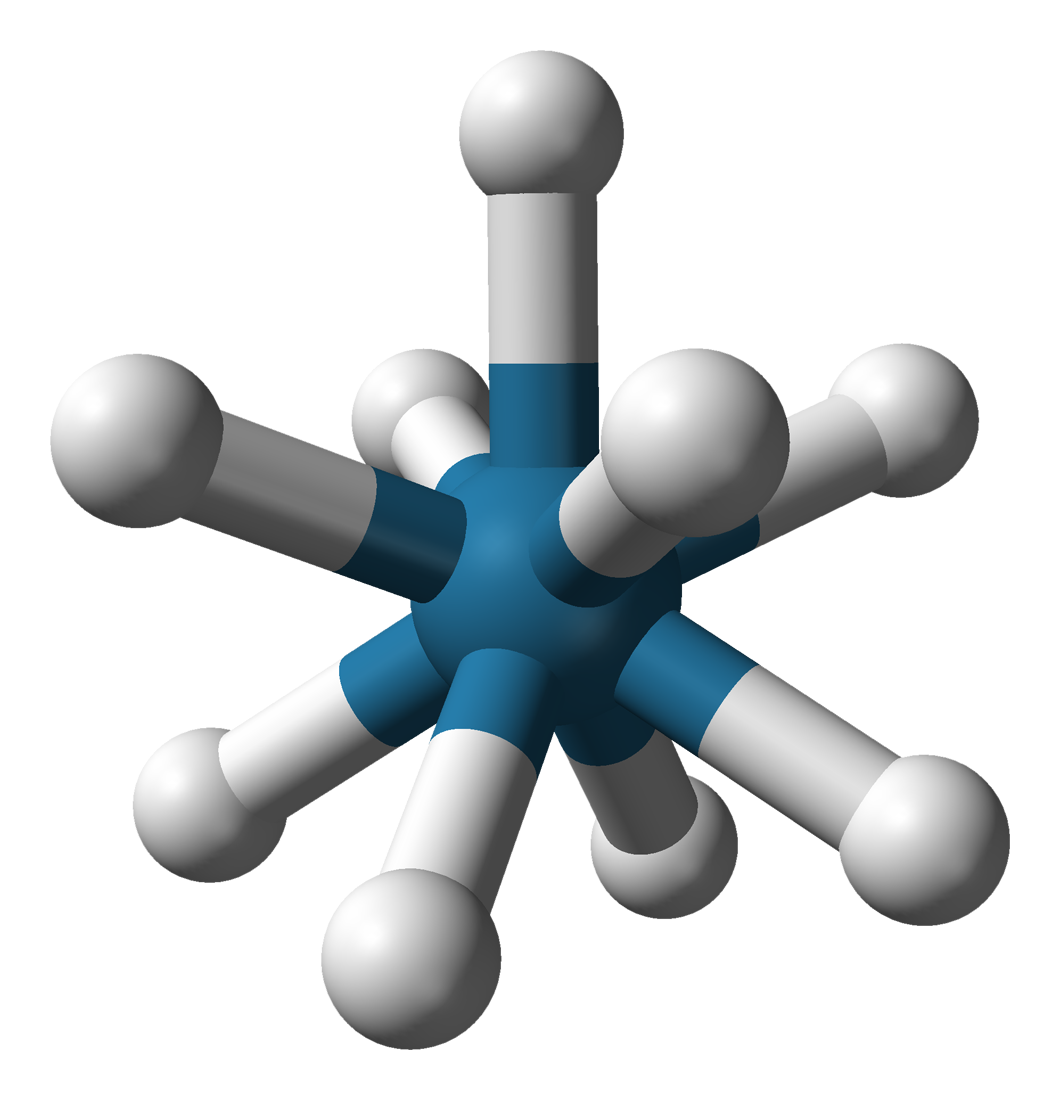
Struktura aniontu [ReH_{9}]^{2−}

Ion [ReH9]2− je jedním z mála známých komplexů s koordinačním číslem 9; vysoké koordinační číslo umožňuje malá velikost hydridového ligandu a velký kladný náboj centrálního iontu Re7+. Molekula má strukturu trigonálního prizmatu s třemi přidanými vrcholy; tato struktura byla zjištěna neutronovou krystalografií.
Diamagnetickou sodnou sůl nonahydridorhenostanového aniontu lze, podobně jako odpovídající technecistan, připravit z ethanolového roztoku rhenistanu sodného, NaReO4, reakcí se sodíkem. Kationtovou výměnou je možné tuto sůl přeměnit na tetraethylamonnou, ([(CH3CH2)4N]+)2[ReH9]2−.
Izostrukturní s nonahydridorhenistanovým je nonahydridotechnecistanový anion [TcH9]2−. Tři hydridové ligandy navíc vytvářejí trojúhelník rovnoběžný se základnou a protínající hranol ve svém středu. Přestože tyto hydridové ligandy nejsou ekvivalentní, tak je jejich elektronová struktura téměř stejná.
Koordinační číslo 9 je nejvyšším známým v komplexech rhenia.